# Magnus Corell
Magnus Corell (* 31. März 1839 in Willingshausen (Schwalm-Eder-Kreis); † 1. Juni 1919 in Ransbach-Willingshausen) war ein deutscher Landwirt und Abgeordneter des Provinziallandtages der preußischen Provinz Hessen-Nassau.

## Leben
Magnus Corell war der Sohn des Johannes Corell und dessen Ehefrau Martha Elisabeth Riebeling. Er betrieb in seinem Heimatdorf Ransbach eine Landwirtschaft, als er 1886 in indirekter Wahl einen Sitz im Kurhessischen Kommunallandtag des Regierungsbezirks Kassel erhielt. Aus dessen Mitte wurde er zum Abgeordneten des Provinziallandtages der Provinz Hessen-Nassau bestimmt. Er blieb bis 1891 in den Parlamenten, wo er Mitglied des Legitimationsprüfungsausschusses war.